# Kolonia Mikulin
Kolonia Mikulin (prononciation [kɔˈlɔɲa miˈkulin]) est une localité de la gmina de Tyszowce du powiat de Tomaszów Lubelski dans la voïvodie de Lublin, situé dans l'est de la Pologne.
La localité se situe à environ 4 kilomètres au sud de Tyszowce (siège de la gmina), 27 kilomètres au nord-est de Tomaszów Lubelski (siège du powiat) et 109 kilomètres au sud-est de Lublin (capitale de la voïvodie).

## Administration
De 1975 à 1998, la localité est attachée administrativement à l'ancienne voïvodie de Zamość.

Depuis 1999, elle fait partie de la nouvelle voïvodie de Lublin.